# Mandora

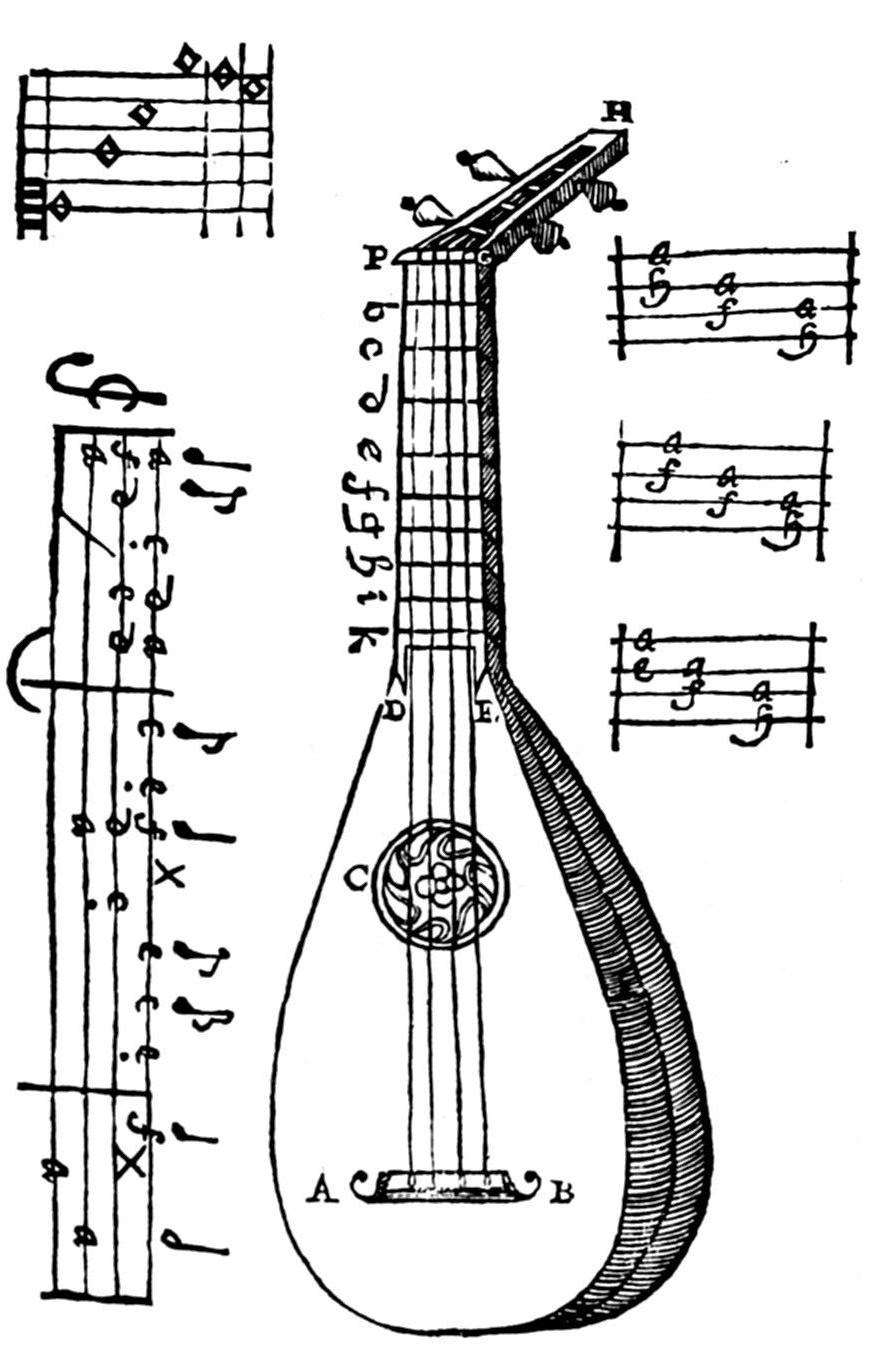
Zeichnung einer Mandora von 1636

Mandora, häufig mit französisch mandore und gelegentlich mit italienisch mandola gleichgesetzt, ist der Name einer Reihe unterschiedlicher historischer Lauteninstrumente von einer Tenor-Mandoline im 16. Jahrhundert bis zu einer Basslaute im 18. Jahrhundert.

## Sopran-Instrument

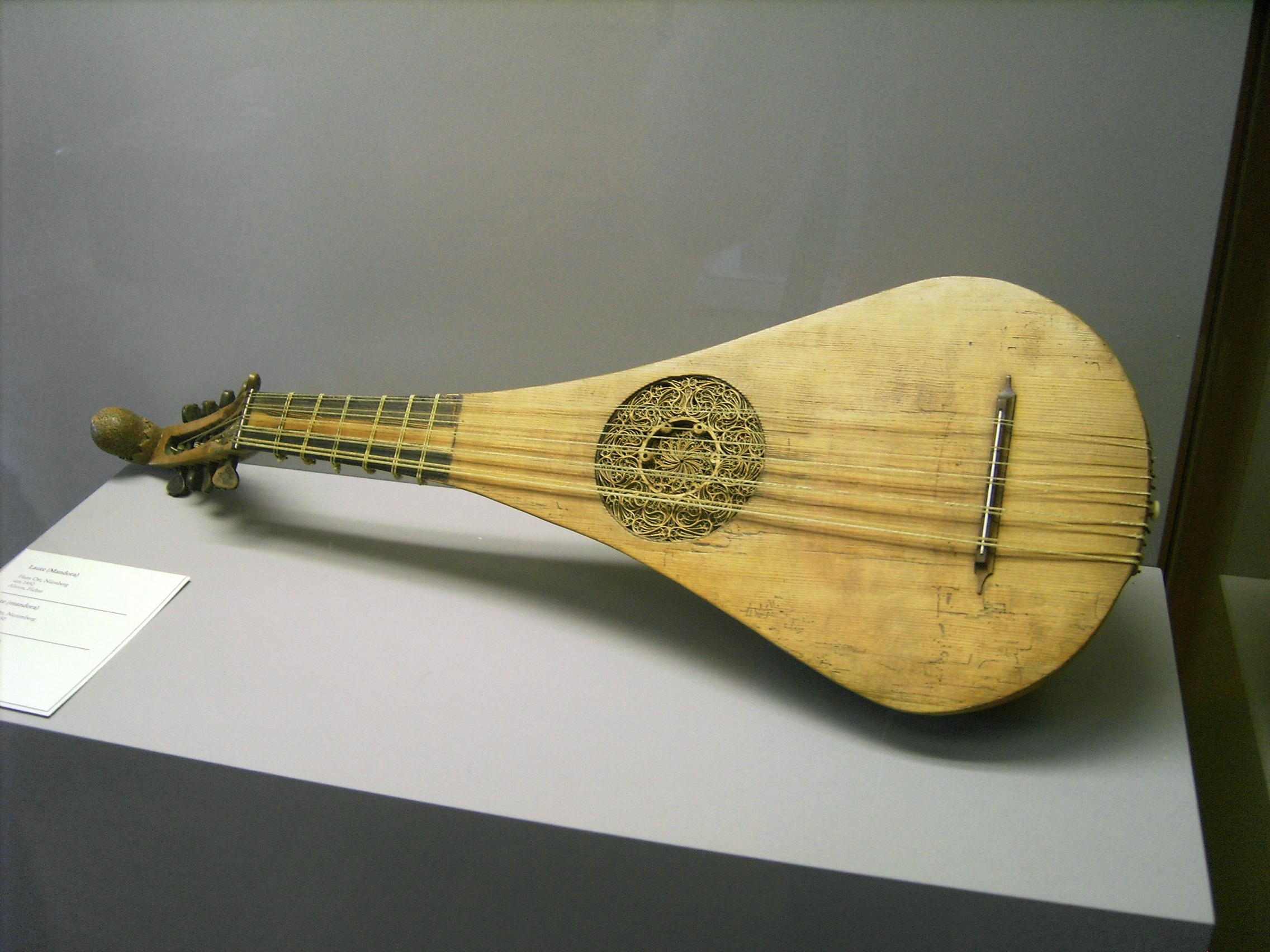
Ein auch als quintern bezeichnetes Instrument

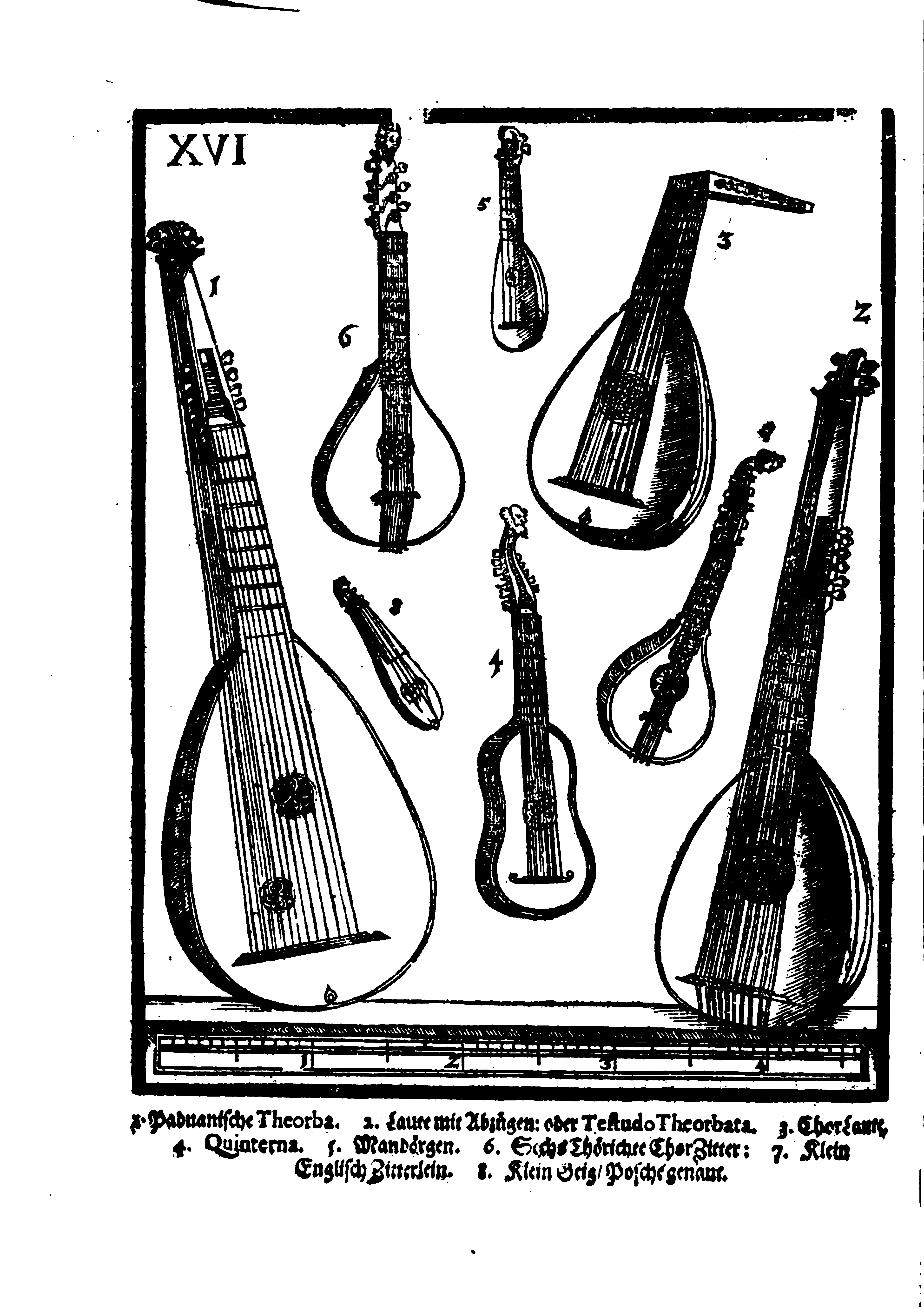
Syntagma musicum. Mitte oben: Mandoergen

Die Mandora ist ein seit 1235 in der Provence nachgewiesenes, ursprünglich viersaitiges Instrument. In der Renaissancezeit bezeichnet der Name eine kleine, vier- oder fünfchörige Laute (Diskantlaute). Michael Praetorius nannte sie in seinem Werk Syntagma musicum (1615–1619) Mandürchen (entspricht weitgehend der Quinterne), auch Mandörgen. Sie war möglicherweise die Vorläuferin der Mandoline. Namens- und formverwandt ist auch die seit dem 18. Jahrhundert gebaute Mandola.

## Mersenne
Im 17. Jahrhundert nennt Marin Mersenne eine vierchörige Mandore mit der Stimmung e - c - g' c' statt der Normalstimmung g - c - g' - c'.

## 18. Jahrhundert
Nach 1700, am Übergang zur Rokokozeit, bezeichnet Mandora bzw. Gallichon ein Lauteninstrument mit ca. 70 cm Mensur und sechs Chören. Auch Instrumente mit sieben, acht oder neun Chören sind erhalten. Die Mandora war meist ähnlich der Gitarrenstimmung in E gestimmt (e' - h - g - d - A - G) oder in D (d' - a - e - c - G - F). Die Bezeichnung des Instrumentes schwankt allerdings: Mandora, Mandore, Gallichone, Colascione u. ä.
Die Bass-Variante des Instruments wurde Gallichon oder Colachon oder auch Calichon genannt (wurde und wird oft mit einem anderen Lauteninstrument verwechselt, dem Colascione), war mit Mensuren zwischen 85 und 93 cm deutlich größer, mit Einzelsaiten bezogen und in A gestimmt (a - e - c - G - D - C, auch: a - e - c - G - D - A).

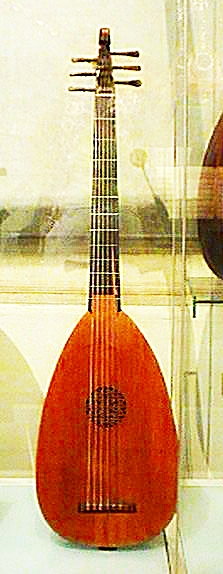
Gallichon

## Verwendung
Während die Mandora ein beliebtes Solo-Instrument war, wurde der Calichon als Generalbassinstrument verwendet, so bei Georg Philipp Telemann (dort Colchedon oder auch Chalcedon genannt) oder Johann Sigismund Kusser (in seiner Oper Erindo, Hamburg 1694).
Johann Mattheson erwähnt ihn als Begleitinstrument in der Kammermusik („Das neu-eröffneten Orchestre“, 1713, S. 277.279).

## Adaption
Kurz vor 1800 fand ein Ringtausch zwischen Mandora und Gitarre statt. Die Gitarre übernahm die sechste Saite und die Stimmung der Mandora (e' - h - g - d - A - G, später auch e' - h - g - d - A - E). Die Mandora übernahm von der Gitarre die inzwischen eingeführte Besaitung mit einzelnen Saiten statt Chören.
Ein späteres Erbe dieser Entwicklung auf Seiten der Mandora war die Gitarrenlaute.
Musik für die Mandora, meist von anonymen Verfassern, wurde in Form der Tabulatur notiert.

## Komponisten

### 16. und 17. Jahrhundert
Für die Mandora des 16. und 17. Jahrhunderts schrieben: Martin Agricola, Pierre Brunet, Adrian Le Roy, Ottomar Luscinius, Sebastian Virdung, François de Chancy (um 1600–1656) u. a.

### 18. Jahrhundert
Für die Mandora des 18. Jahrhunderts schrieben: Johann Georg Albrechtsberger (der die Mandora in Gründliche Anweisung zur Komposition 1790 als achtchöriges Instrument mit vier Greifsaiten und vier Basssaiten – d-g-h-e'–C-D-E-A – beschreibt), Peter August (1726–1787), Giuseppe Antonio Brescianello (18 Partiten für Gallichone solo, 1730, Sächsische Landesbibliothek Dresden), Johann Friedrich Daube, Johann Paul Schiffelholz u. a., darunter auch anonyme Verfasser.